# PGC 6190
LEDA/PGC 6190 ist eine Balken-Spiralgalaxie vom Hubble-Typ SB im Sternbild Walfisch südlich der Ekliptik und ist schätzungsweise 97 Millionen Lichtjahre von der Milchstraße entfernt. Sie gilt als Mitglied der acht Galaxien umfassenden NGC 584-Gruppe (LGG 27).